# Kegyeleti jog
A kegyeleti jog a meghalt ember emlékének, jóhírnevének megsértése esetén a hozzátartozónak illetve annak a személynek a jogát jelenti, akit az elhunyt végrendeleti juttatásban részesített. Ez utóbbi jogi személy is lehet. A kegyeleti jog a túlélők saját személyiségi joga (jogi személy esetén személyhez fűződő joga), amely halottjuk emlékének megőrzéséhez fűződik. 

## Magyar hatályos szabályozás
2013. évi V. törvény a Polgári törvénykönyvről (Ptk.) 2:50. § (1) Meghalt ember emlékének megsértése miatt bírósághoz fordulhat a hozzátartozó vagy az, akit az elhunyt végrendeleti juttatásban részesített. (2) A kegyeleti jogsértéssel elért vagyoni előny átengedését bármelyik örökös kérheti. Több örökös esetén az elvont vagyoni előny az örökösöket a hagyatékból való részesedésük arányában illeti meg.
A kegyeleti igény nincs határidőhöz kötve, mivel a jogok megsértése bármikor bekövetkezhet. 

## Szabályozása az 1959. évi IV. törvény a Polgári törvénykönyről rendelkezéseiben
Hatálytalan: 2014. III. 15-től.  
85. § (3) Meghalt személy emlékének megsértése miatt bírósághoz fordulhat a hozzátartozó, továbbá az a személy, akit az elhunyt végrendeleti juttatásban részesített. Ha a meghalt személy (megszűnt jogi személy) jó hírnevét sértő magatartás közérdekbe ütközik, a személyhez fűződő jog érvényesítésére az ügyész is jogosult.

## Sírhelyek
A kegyeleti jog megsértésből származó jogviták leggyakrabban a sírhelyekkel kapcsolatosak. A személyhez fűződő jogok sérelmét jelenti például az eltemetett sírhantjának megszüntetése, fejfájának eltávolítása. 

## Közérdek
Amennyiben a meghalt ember emlékét sértő magatartás közérdekbe ütközik, akkor az ügyész is felléphet a bíróságon, a jogosult (jelen esetben a hozzátartozó, vagy az, akit az elhunyt személy végrendeleti juttatásban részesített) hozzájárulásával, és érvényesítheti a jogsértés felróhatóságtól független, objektív szankcióit. (Ptk.) 2:54. § (4)